# Makanur, Ranibennur
Makanur là một làng thuộc tehsil Ranibennur, huyện Haveri, bang Karnataka, Ấn Độ.